# Grande Teatro do Liceu

Fachada do Teatro Liceu em 2006

O Grande Teatro do Liceu (em  catalão, Gran Teatre del Liceu) ou simplesmente Liceu em catalão ou Liceo em espanhol, é uma casa de ópera em La Rambla, Barcelona, Catalunha, Espanha, inaugurada em 4 de abril de 1847, considerada uma das casas mais importantes do mundo.

## História
Em contraste com outras cidades europeias, onde a monarquia carregava a responsabilidade de construir e manter grandiosas casas de óperas, o Liceu foi fundado por construtores privados, que formavam a Sociedade do Grande Teatro do Liceu (Societat del Gran Teatre del Liceu), organizados do mesmo jeito das tradicionais companhias, ou sociedades. Vemos esse reflexo na arquitetura da construção, por exemplo, o camarote real.

### Origens
Em 1837, um batalhão do exército espanhol, comandado por Manuel Gibert Sans, foi criado em um convento de Montsió (perto do atual Portal de l'Àngel), o Liceo Filodramático de Montesión (Liceu Filodramático de Montesión). Este batalhão tinha o objetivo de promover a educação musical e organizar apresentações cênicas de óperas, apresentadas por alunos do Liceu. Um teatro foi construído no convento - e nomeado Teatro de Montesión ou Teatro del Liceo de Montesión - e nele eram apresentadas óperas; a primeira delas foi Norma de Vincenzo Bellini, em 3 de fevereiro de 1838. O repertório era italiano, com obras de Gaetano Donizetti, Saverio Mercadante, Vincenzo Bellini e Gioacchino Rossini. A primeira apresentação espanhola da ópera Zampa, do compositor Ferdinand Hérold, aconteceu lá.

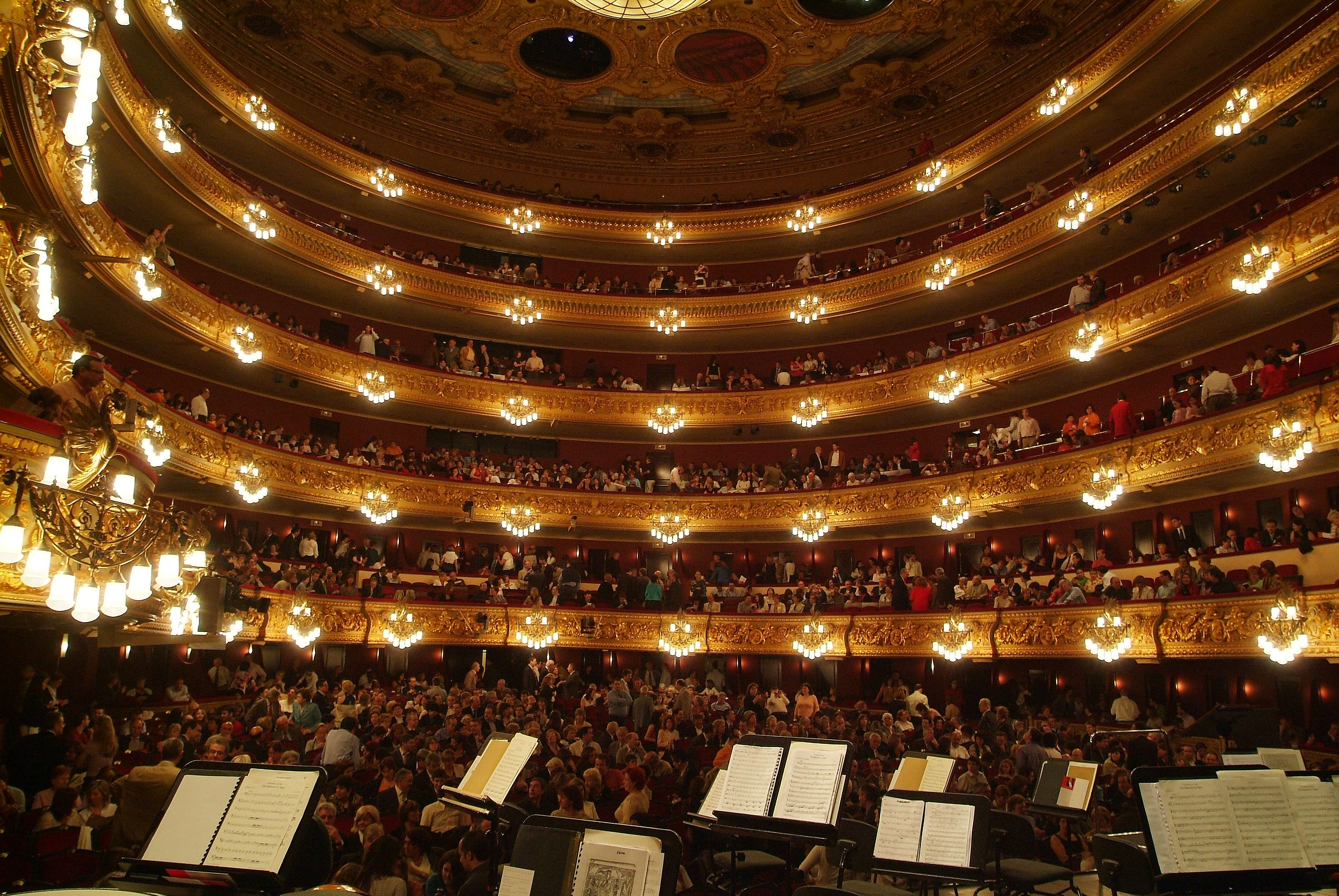
Interior do Liceu, em 1999

Em 1838, a sociedade mudou seu nome para Liceo Dramático Filarmónico de S. M. la Reina Isabel II (Liceu Dramático Filarmônico da Sua Majestade Rainha Isabel II). A falta de espaço e também a pressão de freiras que eram as antigas proprietárias do convento fizeram com que a companhia trocasse de sede em 1844. A última performance no convento aconteceu dia 8 de setembro de 1844.
Um edifício localizado no centro da cidade, em La Rambla, foi comprado. Os administradores do Liceu contrataram Joaquim de Gisper d'Anglí para fazer um projeto de construção para um novo edifício. Duas diferentes sociedades foram criadas: a "sociedade da construção" e uma "sociedade auxiliadora da construção". A rainha não contribuiu para a construção, por isso não há um camarote real e o nome da sociedade foi mudado para Liceo Filarmónico Dramático, retirando-se o nome da rainha. Miquel Garriga i Roca foi o arquiteto contratado e a construção começou no dia 11 de abril de 1845, sendo o teatro inaugurado em 4 de abril de 1847.

### Abertura
A inauguração aconteceu no dia 4 de abril de 1847, com um mix de programas, incluindo as premières da overture de José Melchor Gomis, a histórica interpretação de Don Fernando de Antequera, do compositor Ventura de la Vega, o balé La rondeña de Josep Jurch e uma cantata Il regio himene, com música do diretor musical do teatro, Marià Obiols. 
A primeira ópera completa a ser interpretada no teatro foi Anna Bolena de Gaetano Donizetti dia 17 de abril. Nessa época o Liceu era a maior casa de ópera da Europa, com 3.500 lugares. Outras óperas foram apresentadas no Liceu durante seu primeiro ano: I due Foscari (Giuseppe Verdi), Il bravo (Mercadante), Parisina d'Este (Donizetti), Giovanna d'Arco (Giuseppe Verdi), Leonora (Mercadante), Ernani (Verdi), Norma (Bellini), Linda di Chamounix (Donizetti) e Il barbiere di Siviglia (Gioacchino Rossini).
Em 9 de abril de 1861 a construção foi muito prejudicada com um incêndio. Mas a reconstrução pelas mãos do arquiteto Josep Oriol Mestres fez com que a casa reabrisse suas portas em 20 de abril de 1862, apresentando I Puritani de Bellini. 

### De 1862 até a Guerra Civil
No dia 7 de novembro de 1893, a noite de abertura da temporada contava com uma performance de Guillaume Tell de Rossini, quando, durante o segundo ato, duas bombas foram lançadas na casa de ópera. Apenas uma das duas bombas explodiram e aproximadamente vinte pessoas foram mortas, com muitas mais feridas. O ataque foi trabalhou do anarquista Santiago Salvador que acabou chocando Barcelona, tornando-se o símbolo do turbulento descontentamento social na época. O Liceu reabriu as portas em 18 de janeiro de 1894, mas os lugares ocupados pelas pessoas mortas pelas bombas não foram usadas por um grande número de anos. A segunda bomba foi exposa no Museu Van Gogh em 2007.
Em 1909, o auditorio onrnamentado foi renomeado. A neutralidade espanhola durante a Primeira Guerra Mundial permitiu a indústria têxtil catalã a acumular uma enorme riqueza através do fornecimento às duas partes do conflito. A década de 1920 foi a mais próspera e o Liceu tornou-se líder como a casa de ópera que trazia os melhores cantores da época, tendo também a orquestra líder na época e companhias como a Ballets Russes de Sergei Diaghilev.
Quando a Segunda República Espanhola foi proclamada em 1931, a instabilidade política fez com que o Liceu sofresse uma grande crise financeira, tendo que recorrer a subsídios do Conselho da Cidade de Barcelona e ao governo da Catalonia. Durande a Guerra Civil Espanhola o Liceu foi nacionalizado e recebeu o nome de Teatre del Liceu - Teatre Nacional de Catalunya. As temporadas de óperas foram suspensas. Após a guerra, elas retornaram, em 1939.

### De 1940 a 1980
De 1940 até a década de 1960, as temporadas foram de grande qualidade. O ano de 1955 viu um histórico evento, quando, pela primeira vez desde a fundação, a Festival de Bayreuth foi apresentado em uma casa normal. Performances de Parsifal, Tristan und Isolde e Die Walküre de Richard Wagner, com produção de Wieland Wagner, foram apresentador no Liceu.

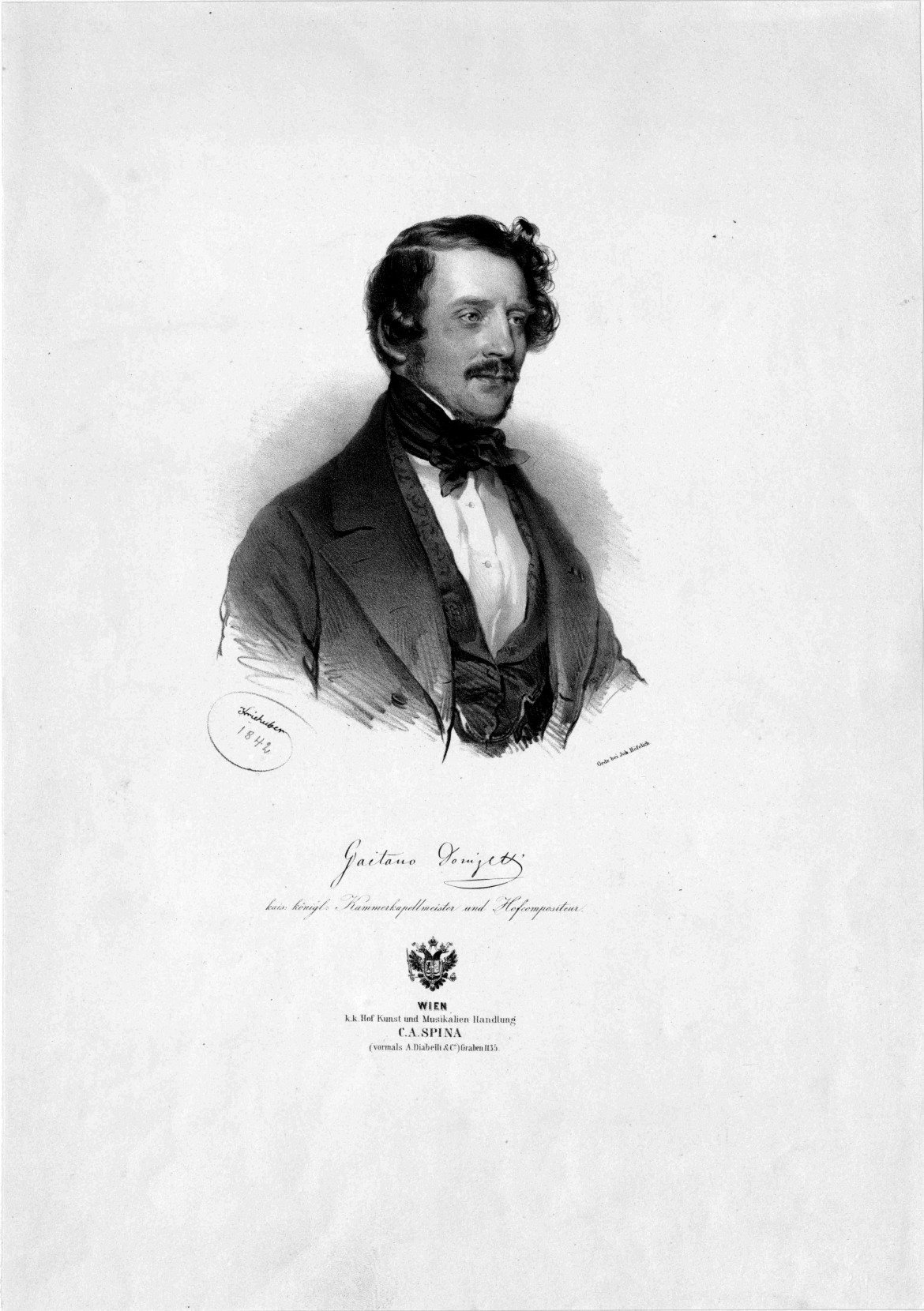
Gaetano Donizetti, compositor da primeira ópera apresentada no teatro.

Na década de 1970, uma crise econômica afetou o teatro e a organização privada não foi capaz de arcar com os altos orçamentos das produções modernas das óperas e a qualidade começou a cair.
A morte de Pàmias em 1980 revelou a necessidade de intervenção do corpo oficial, se a instituição quisesse continuar a ser uma líder no setor das óperas. Em 1981 o Generalitat de Catalunya, com o Conselho da Cidade de Barceloa e a Sociedade do Liceu criaram o Consorci del Gran Teatre del Liceu, responsável pela administração do teatro.
O Ministério da Cultura Espanhola ingressou no Consorci em 1986. O Consorci trouxe o público para o Liceu rapidamente. 

### Presente
Em 1994 foi palco de um grande incêndio.
De 1994 até a reabertura do teatro, em 1999, as temporadas da ópera aconteceram na arena Palau Sant Jordi, Palau de la Música Catalana (Palácio da Música Catalã) e no Teatro Victória. A reforma melhorou e expandiu o teatro, que acabou sendo reaberto dia 7 de outubro de 1999 com a ópera Turandot de Giacomo Puccini. A nova casa conta com a tão tradicional forma de ferradura, como também um grande aparato técnico, de ensaios, escritórios e facilidades educacionais, uma nova ópera de câmara e um novo hall para performances pequenas, como também muito mais espaço para o público.
Em 22 de junho de 2020, um dia depois de a Espanha sair do Estado de Emergência para conter a pandemia do COVID-19, o Liceu reabriu com um concerto para 2.292 plantas. O evento, chamado de Concierto para el Bioceno, foi uma performance do artista Eugenio Ampudia, que propôs uma reflexão a respeito da relação do homem com a natureza e dos efeitos do isolamento social nos espaços públicos. Após o espetáculo, que foi disponibilizado por transmissão online para os espectadores, as plantas foram doadas para a Clínica de Barcelona, numa ação simbólica para agradecer pelo trabalho de todos os profissionais de saúde. 

## História Artística

### Performances
O Liceu é, até hoje, uma casa que produz suas próprias produções (duras ou três novas produções anuais) como recebe produções de fora. A companhia Liceu consiste em uma orquestra e um coral permanentes e alguns cantores, mas os papels título são, geralmente, cantados por cantores convidados. Até a década de 1990, o Liceu tinha sua própria companhia de balé, que é mais lembrado pelas performances nas décadas de 1920 e 1930, sob Joan Magriñà.
A maioria das óperas apresentadas no teatro foram das escolas italianas e alemãs do século XIX, com óperas de Giuseppe Verdi, Richard Wagner, Giacomo Puccini, Richard Strauss, Wolfgang Amadeus Mozart, entre outros.
As primeiras óperas de compositores não-italianos apresentadas no teatro foram Zampa de Ferdinand Hérold (1848), Der Freischütz de Carl Maria von Weber (1849), Robert le diable de Giacomo Meyerbeer, La muette de Portici de Auber (1852) e Fra Diavolo (1853). As primeiras performances de Il trovatore (1854) e La traviata (1855) conduziram Giuseppe Verdi a ser considerado como o rei da ópera. Em 1866, Mozart apareceu no Liceu pela primeira vez, com Don Giovanni.
A primeira ópera russa foi apresentada em 1915 com grande sucesso, desde então, Modest Mussorgsky, Pyotr Ilyich Tchaikovsky e Nikolai Rimsky-Korsakov são interpretados na casa. A primeira ópera do século XX foi a de Richard Strauss, com o próprio compositor conduzindo. Em 1904, Siegfried Wagner conduziu um concerto, similar a Pietro Mascagni, que conduziu sua própria obra.

### Óperas mais Performadas
- Aida de Giuseppe Verdi com 442 performances de 1877 até 2008
- Rigoletto de Giuseppe Verdi com 359 performances de 1853 até 2005
- Faust de Charles Gounod com 297 performances de 1864 até 1988
- Lucia di Lammermoor de Gaetano Donizetti com 274 performances de 1846 até 2007
- La favorita de Gaetano Donizetti com 263 performances de 1850 até 2002
- Il trovatore de Giuseppe Verdi com 259 performances de 1854 até 1993
- Lohengrin de Richard Wagner com 241 performances de 1883 até 2006
- La bohème de Giacomo Puccini com 238 performances de 1898 até 2001
- Il barbiere di Siviglia de Gioacchino Rossini com 233 performances de 1847 até 1991
- La traviata de Giuseppe Verdi com 231 performances de 1855 até 2002.

## Diretores Musicais

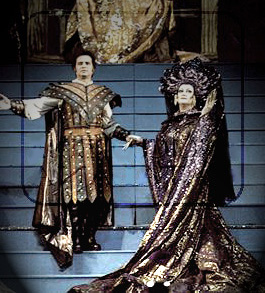
Turandot (Liceu, 1980) com Montserrat Caballé e Pedro Lavirgen

O teatro conta com sua própria orquestra desde sua inauguração, em 1847, a Orquestra Sinfônica do Grande Teatro do Liceu (em espanhol: Orquestra Simfònica del Gran Teatre del Liceu), sendo esta a mais antiga orquestra em atividade da Espanha. O primeiro maestro foi Marià Obiols.
- Ernest Xancó, 1959–1961.
- Eugenio Marco, 1981–1984.
- Uwe Mund, 1987–1994.
- Bertrand de Billy, 1999–2004
- Sebastian Weigle, 2004–2009
- Michael Boder, 2009–presente.

## Cantores
Por ser uma das mais importantes casas de ópera do mundo, o Liceu já contou com a presença dos maiores cantores da história, como: Victoria de los Ángeles, Boris Christoff, Giuseppe di Stefano, Renata Tebaldi, Giuseppe Taddei, Birgit Nilsson, Piero Cappuccilli, Fiorenza Cossotto, Montserrat Caballé, Plácido Domingo, José Carreras, Joan Sutherland, Piero Cappuccilli, Grace Bumbry, Richard Tucker, Mirella Freni, Elena Obraztsova, Agnes Baltsa, Edita Gruberova, Juan Diego Flórez, Rolando Villazón, Jaume Aragall, Luciano Pavarotti, Giacomo Lauri-Volpi, Feodor Chaliapin, entre tantos outros.